# Musée de la musique
Het Musée de la musique (Muziekmuseum) is een museum in Parijs. Het beschikt over duizenden muziekinstrumenten en kunstobjecten die onder meer afkomstig zijn uit het conservatorium in Parijs. De collectie toont de geschiedenis van de populaire Westerse muziek vanaf de 16e eeuw tot nu, en biedt zo een uitgebreid overzicht van de belangrijke muziek in de wereld.
Het is gelegen in de wijk La Villette in het 19e arrondissement en is samen met de mediatheek ondergebracht in het gebouw in de tuin van de zogenoemde Philharmonie 2 (voorheen Cité de la Musique), te midden van de Philharmonie de Paris.
Het toont een groot aantal muziekinstrumenten en kunstobjecten die op herkomst en historische context zijn gerangschikt. Verder organiseert het tijdelijke exposities, rondleidingen, gratis concerten en besteedt het speciale aandacht aan kinderen door hen workshops, concertwandelingen en muzikale verhalen aan te bieden.
Het museum draagt de officiële status Musée de France en vervult een conservatie- en onderzoekstaak door de meest recente gegevens over oude en moderne instrumenten toegankelijk te maken via het documentatiecentrum in de mediatheek en een vrij toegankelijke website.

## Geschiedenis
Het museum beheert onder meer de collectie van 316 muziekinstrumenten die aanvankelijk voortkwam uit inbeslagnames van kerkelijke goederen tijdens de Franse Revolutie. Deze werd in 1793 door Bernard Sarrette en Antonio Bruni geïnventariseerd in het instrumentenkabinet van het toenmalige Nationale muziekinstituut, de voorloper van dit museum.
Vervolgens kreeg Sarrette toestemming dat instituut te ontwikkelen tot conservatorium. Hij werd de eerste directeur. Van de 316 geïnventariseerde instrumenten, die vooral voor scholing van de 351 eerste leerlingen werden gebruikt, zijn er slechts twaalf over.
In 1861 kocht de Franse staat de collectie instrumenten van de componist Louis Clapisson voor het conservatorium. Op 17 november 1864 opende voor het eerst een echt, voor het publiek toegankelijk muziekinstrumentenmuseum in Parijs.
In de daaropvolgende eeuw werden veel aankopen gedaan en groeide de collectie sterk. Het voorzitterschap wisselde en er ontstond een doelmatigere organisatie van de aan muziek gewijde nationale collecties. Het besluit van 30 oktober 1935 voorzag in het samengaan van drie muzikale collecties: die van de Nationale Bibliotheek, de Museumbibliotheek van de Opera en van het Conservatorium van Paris. Hiermee ontstond een speciale afdeling van de Nationale Bibliotheek.
De muziekafdeling van de Nationale Bibliotheek werd in 1942 officieel opgericht. De collecties van de Afdeling gedrukte en gegraveerde muziek en de Afdeling handgeschreven muziek (vanaf de renaissance) werden hierbij verenigd. De laatste beheerde ook veel muziek van componisten en van het conservatorium. De collectie van de Museumbibliotheek van de Opera werd daarentegen niet overgebracht, maar bleef in de Opéra Garnier. Stukken over muziekinstrumenten bleven in het conservatorium.
Gravin Geneviève de Chambure werd van 1961 tot 1973 benoemd tot conservatrice van het Musée instrumental du Conservatoire de Paris. De collectie breidde verder uit door haar omvangrijke schenking en nieuwe aankopen.
Langzamerhand groeide de wens om een muziekinstrumentenmuseum onafhankelijk van het conservatorium op te richten. In 1978 konden, dankzij de plannen tot oprichting van de Cité de la Musique, de collecties van het conservatorium worden overgedaan aan de staat. Zo ontstond in 1997 het huidige muziekmuseum, het Musée de la musique. De lange geschiedenis van acquisitie en restauratie werd zo nieuw leven ingeblazen.
Het museum besloot zich niet alleen meer op muziekinstrumenten te richten, maar ook op aspecten van het muzikale leven. Zo laat het ook iconografie, audiovisuele documenten en maquettes van concertzalen toe.

## Galerij

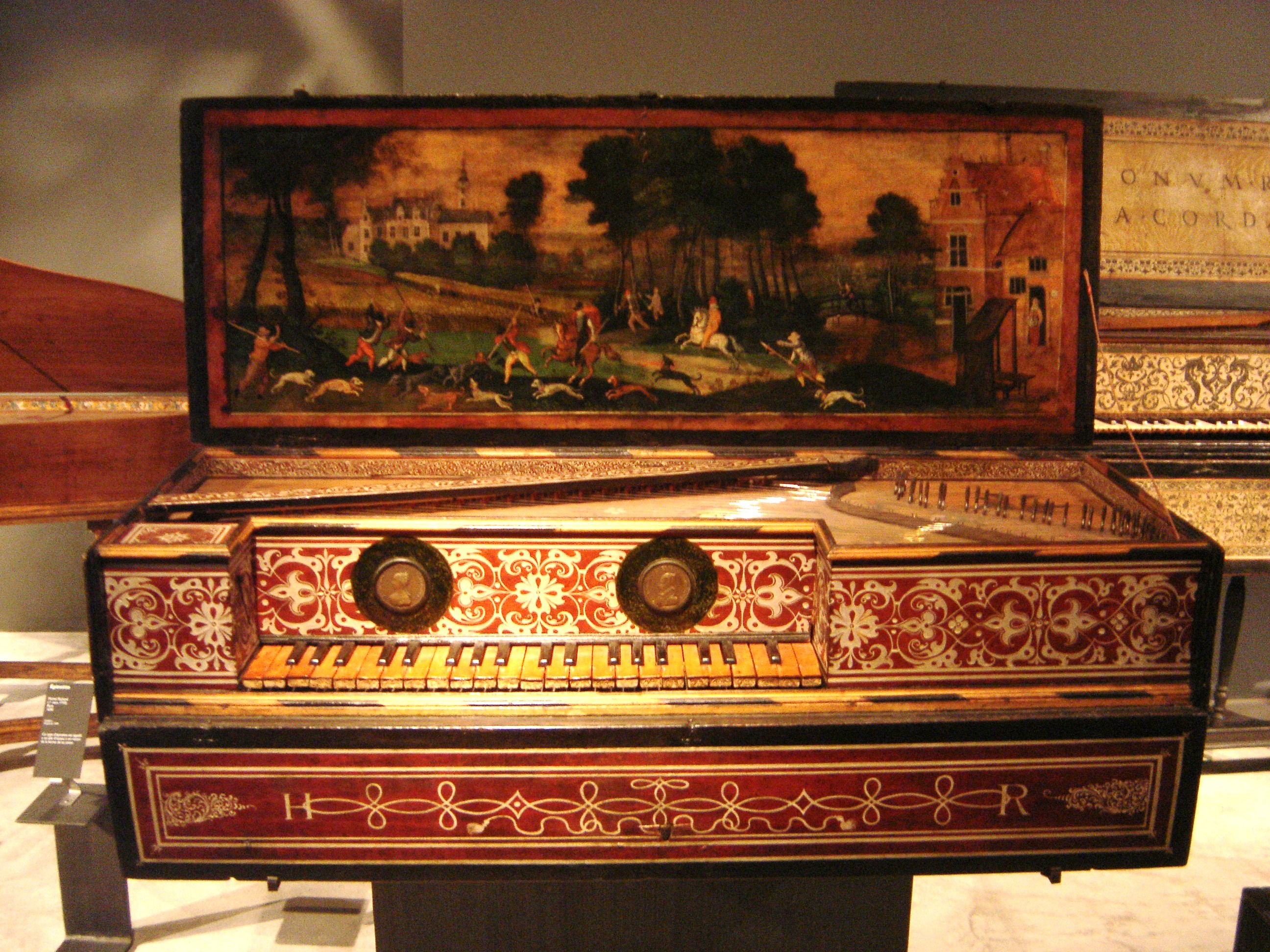
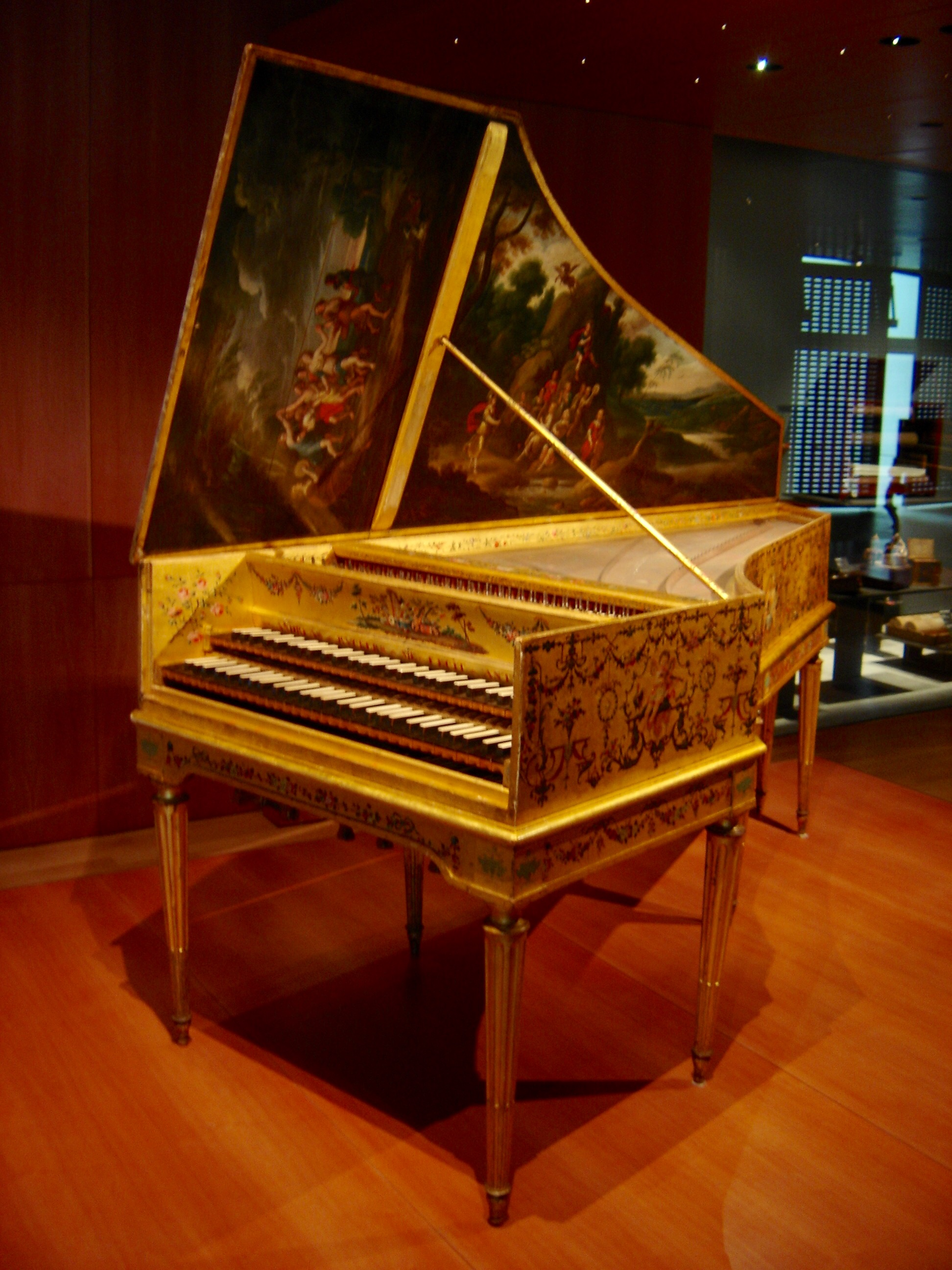
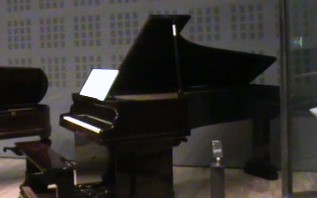
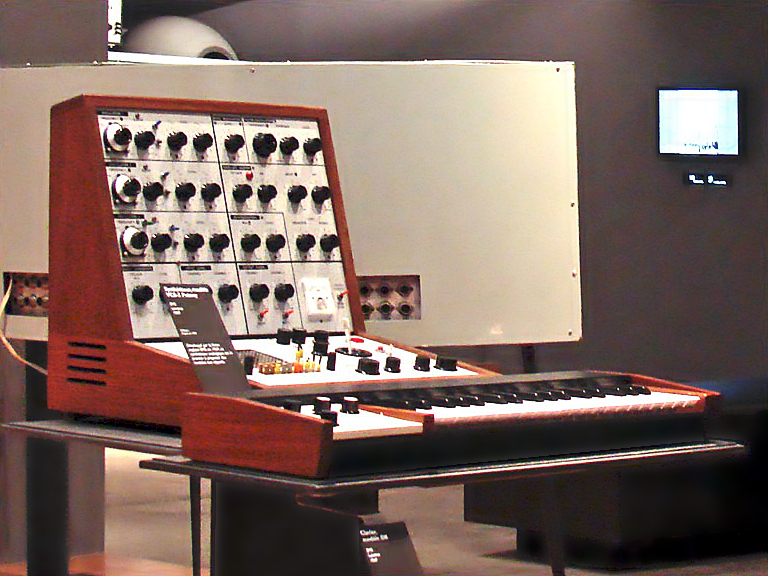
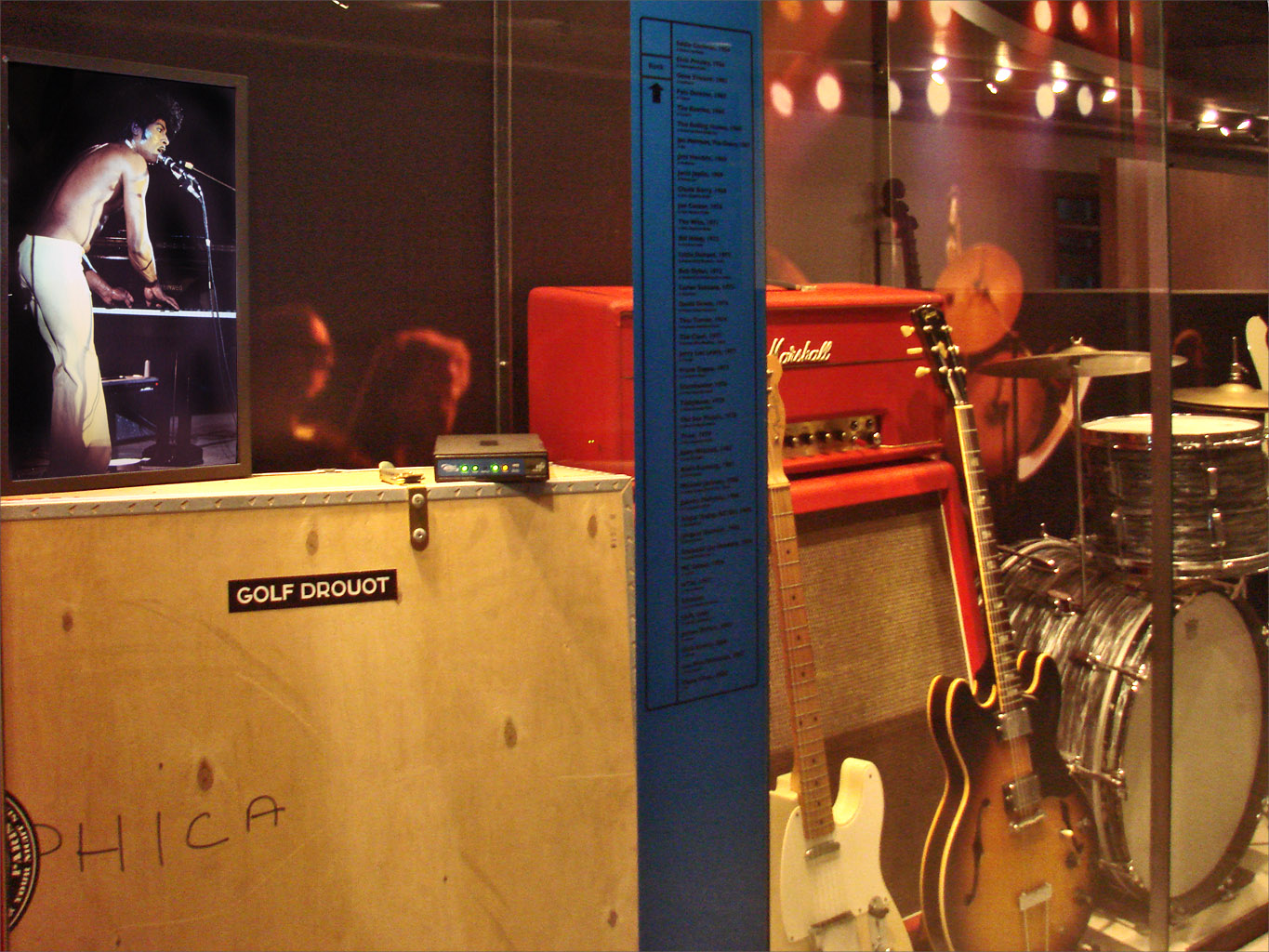
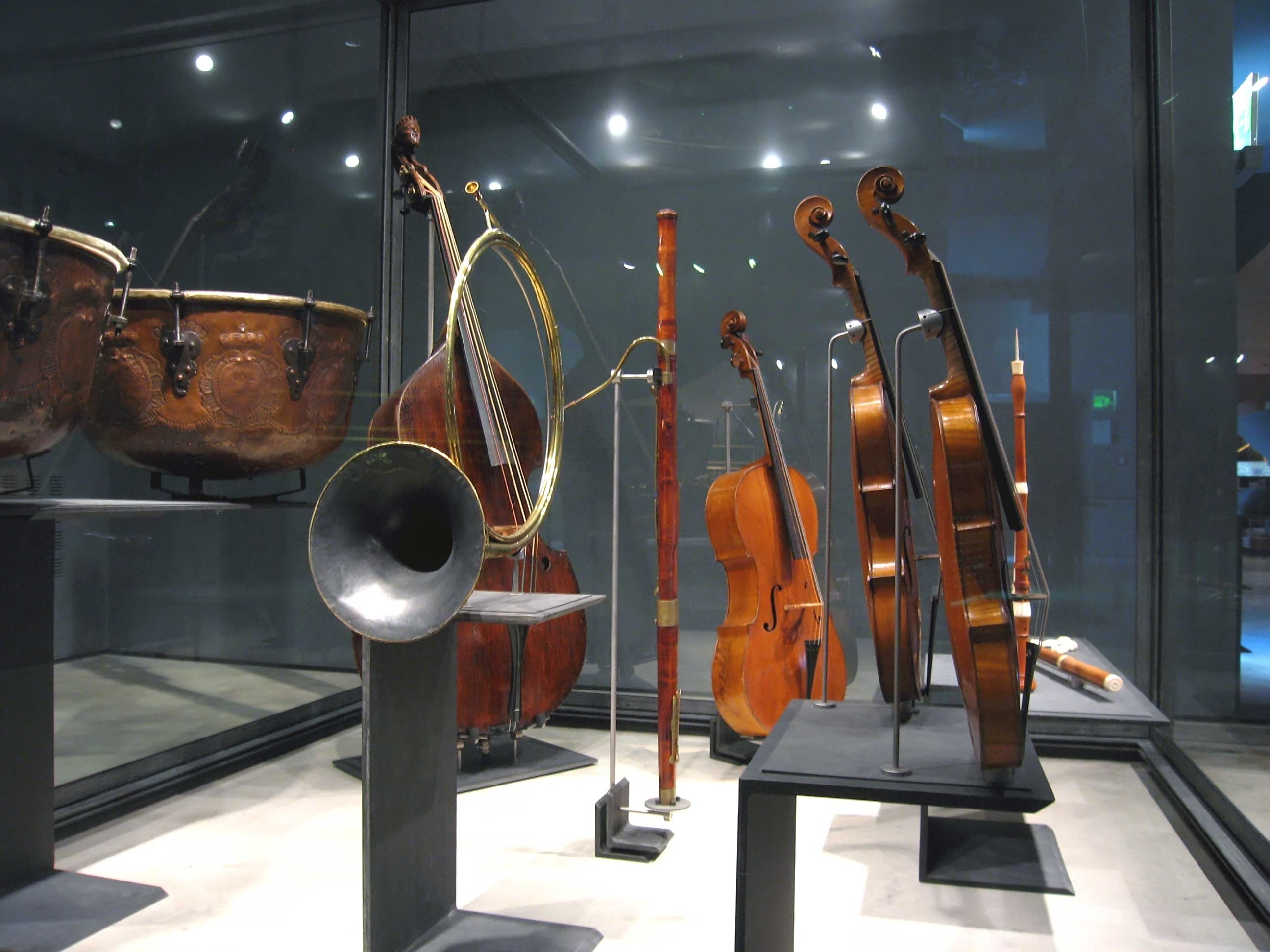
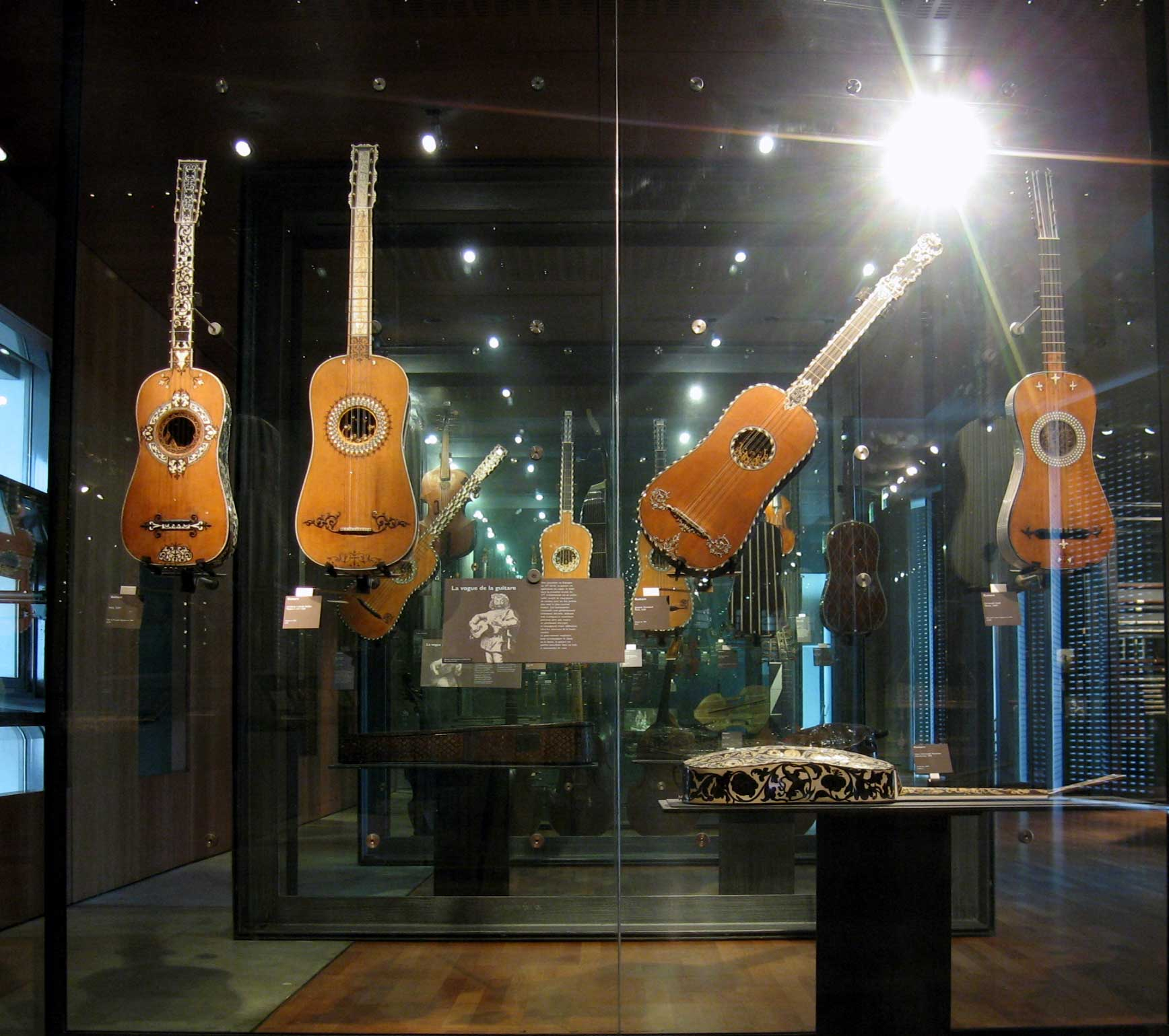
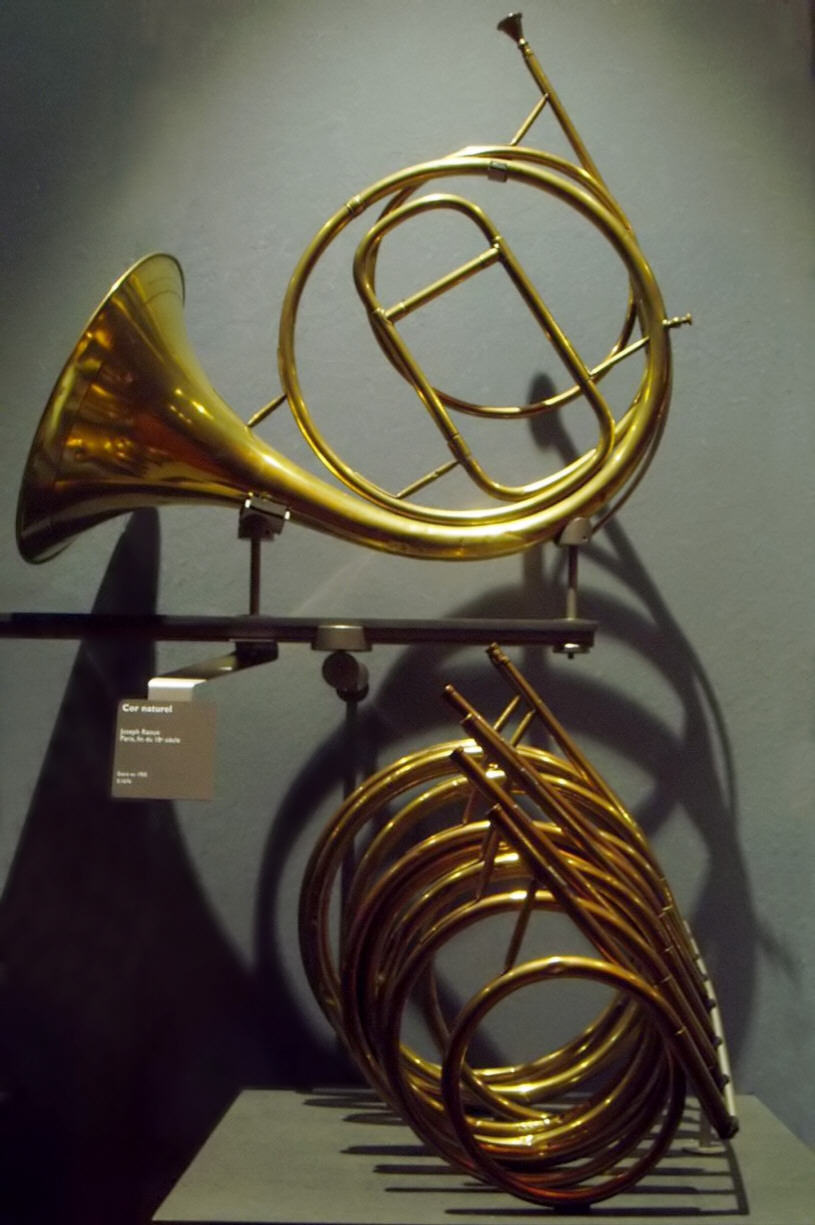
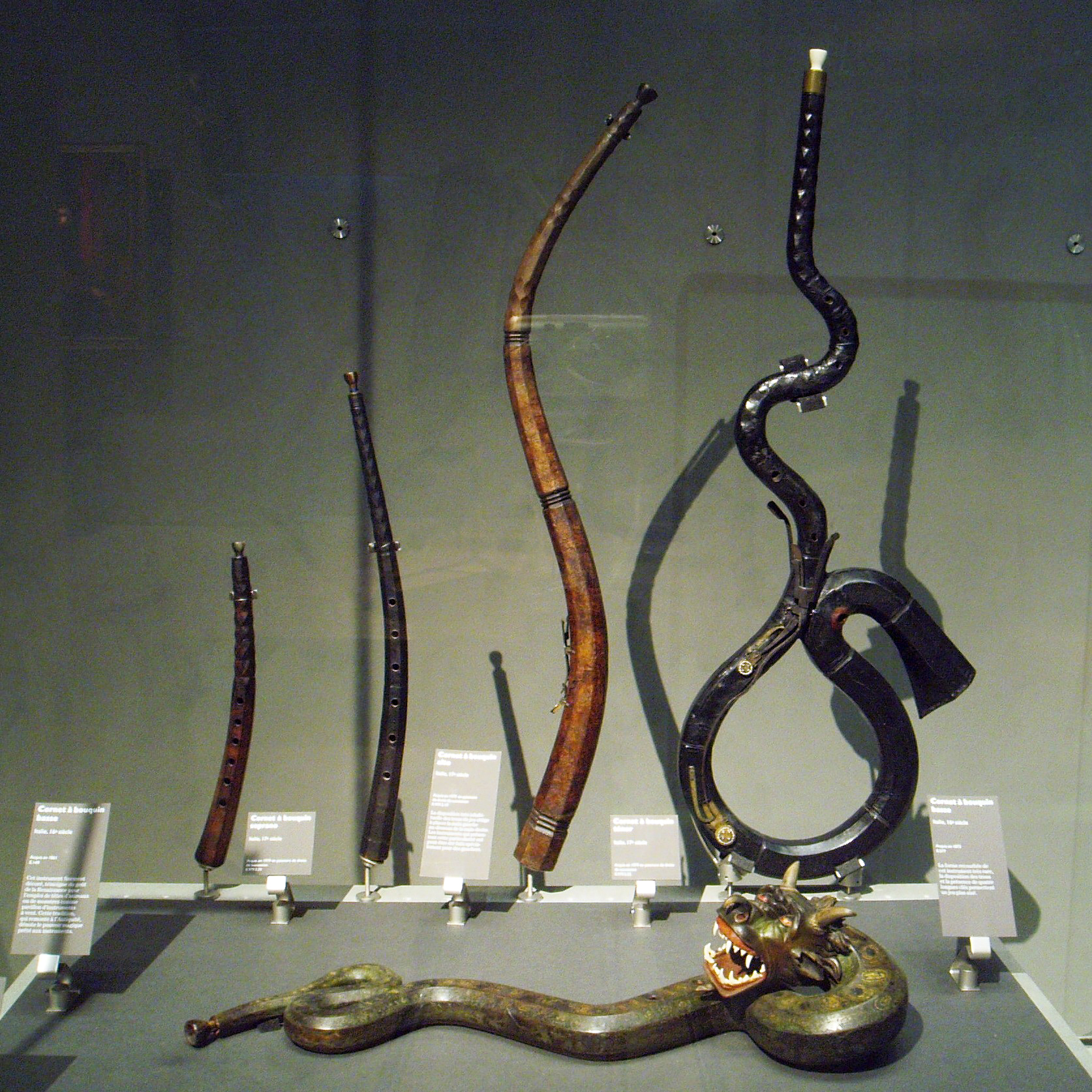
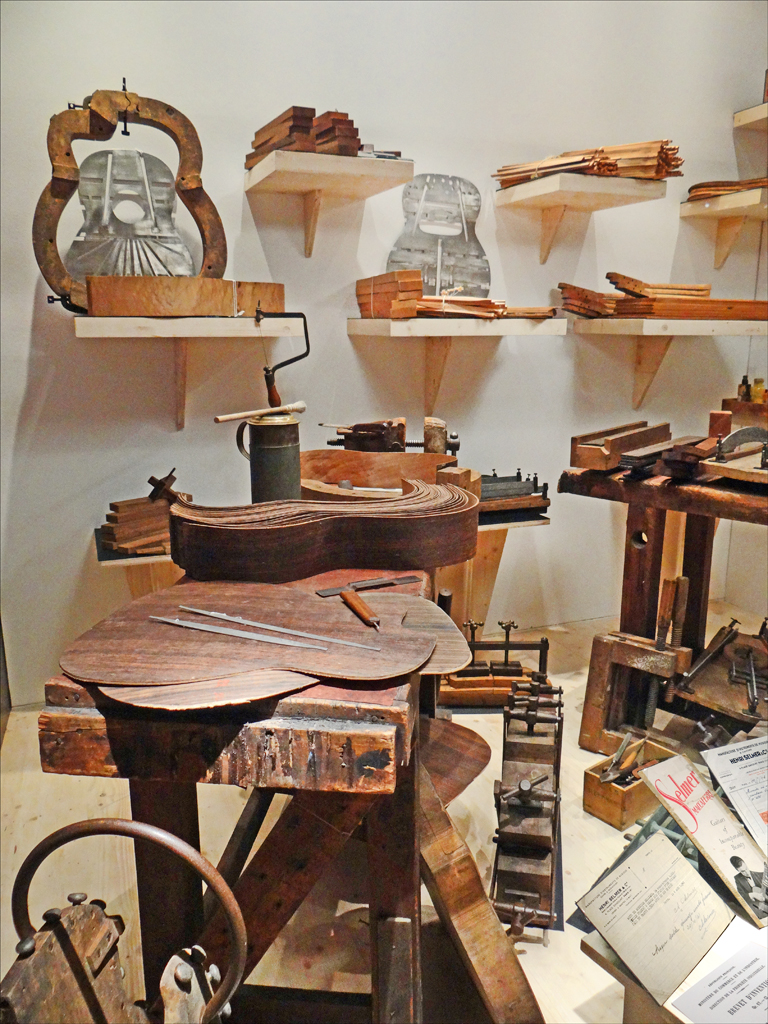
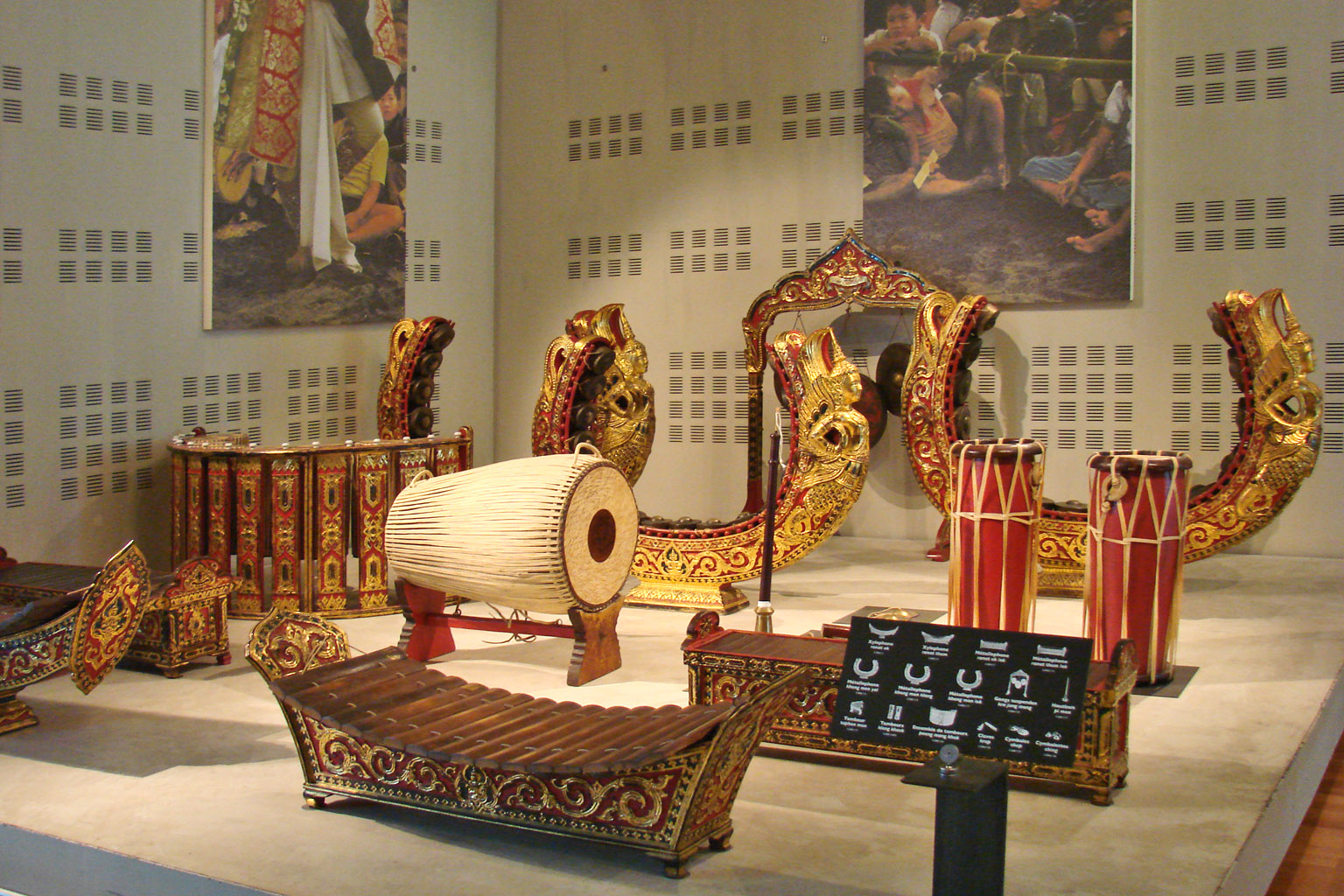
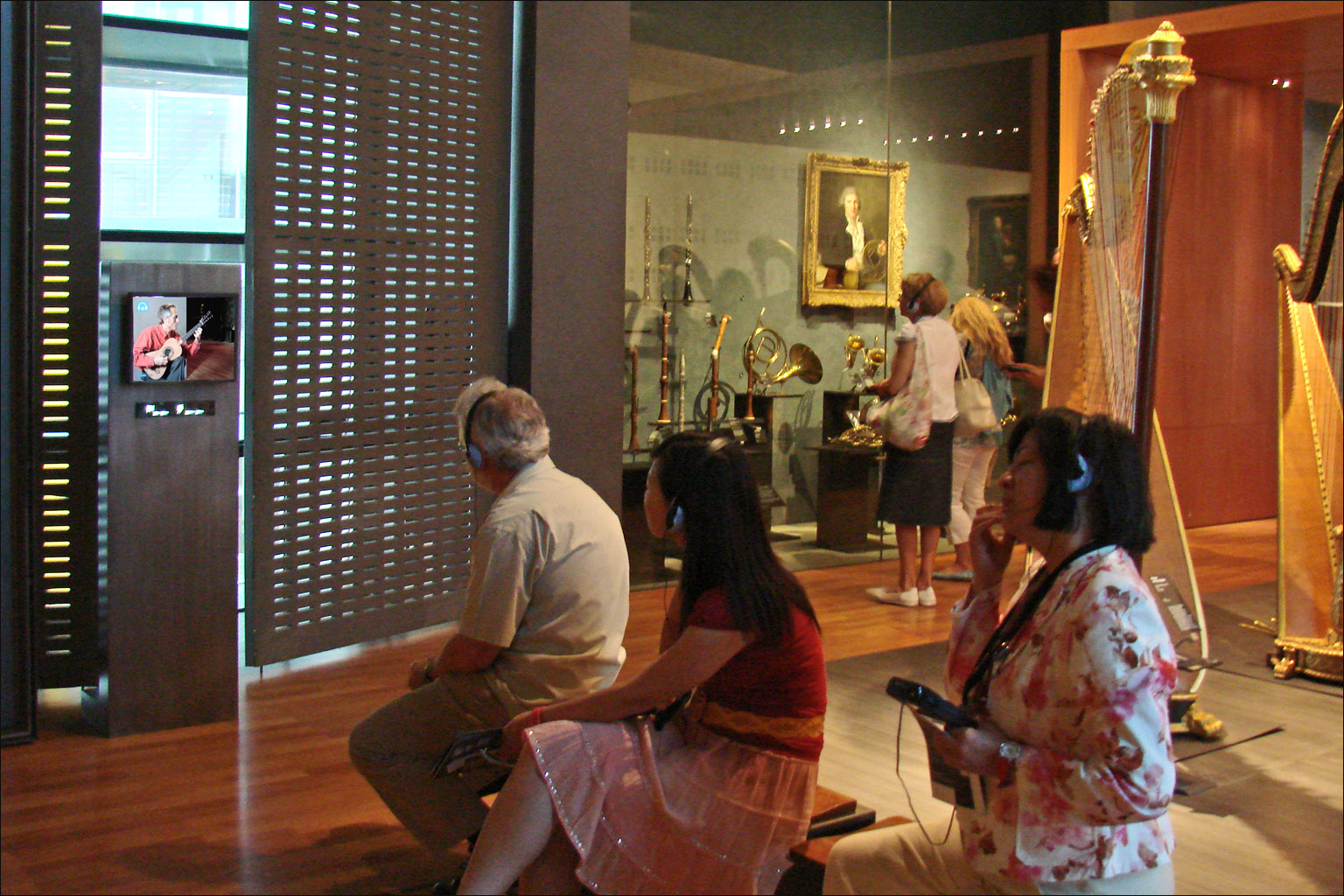